# Магнус, Георг Вашингтон
Георг Вашингтон Магнус (норв. Georg Washington Magnus; 7 июля 1863, Викедал, амт Ставангер — 21 января 1917, Ставангер) — норвежский композитор, органист и дирижёр датского происхождения.
Учился в Копенгагене, затем в Лейпцигской консерватории. В 1892—1893 годах возглавлял оркестр музыкального общества «Гармония» в Бергене, затем работал в Копенгагене, в 1900—1903 годах — дирижёр известного частного театра Casino. В 1911 году обосновался в Ставангере как органист, с 1914 года дирижировал на сцене городского театра.
Магнусу принадлежат две симфонии, скрипичный концерт, струнные квартеты, соната для скрипки и фортепиано, клавирная и вокальная музыка, а также музыка к спектаклям, в том числе к пьесе Адама Эленшлегера «Игры в ночь на святого Ханса» и к поэме Хольгера Драхмана «К востоку от солнца и к западу от луны».